# Hain (Küps)
Hain ist ein Gemeindeteil des Marktes Küps im oberfränkischen Landkreis Kronach in Bayern.

## Geographie
Das Kirchdorf Hain liegt in der ausgedehnten Tallandschaft der Rodach am Rand einer Talmulde des Hammersgrundbaches. Gemeindeverbindungsstraßen führen nach Tiefenklein (1,1 km nördlich), nach Burkersdorf zur Kreisstraße KC 22 (1,9 km westlich), nach Wildenberg (2,1 km nordöstlich) und nach Weides (0,4 km südlich).

## Geschichte
Eine urkundliche Nennung des Ortes erfolgte im Jahr 1330 mit der Erwähnung des Ansitzes von Jakob von Redwitz zu Redwitz in Hain. 1395 erwarb Ulrichs I. von Künsberg-Wernstein das Rittergut. Adolph August von Künsberg ließ 1668 die später mit Pfarrrechten ausgestattete Schlosskapelle errichten. 1711 wurde das erste Schloss gebaut, 1774 folgte der Neubau des Schlosses im Stil des Barocks.
Gegen Ende des 18. Jahrhunderts bestand Hain aus 19 Anwesen. Das Hochgericht übten die Rittergüter Hain, Küps und Unterlangenstadt-Burkersdorf in begrenztem Umfang aus, sie hatten ggf. an das bambergische Centamt Weismain auszuliefern. Die Dorf- und Gemeindeherrschaft hatte das Rittergut Hain inne. Grundherren waren:
- das Rittergut Hain (15 Anwesen: 3 Güter, 1 Fronsölde, 1 Gütlein, 8 Tropfhäuser, 2 Häuser),
- das Rittergut Küps (1 Gülthof, 1 Söldengut, 1 Haus),
- das Rittergut Unterlangenstadt-Burkersdorf (1 Gut).

Außerdem gab es das Schloss, Amtshaus, Pächterhaus und Bräuhaus als herrschaftlichen Besitz, das dem Rittergut Hain direkt unterstellt war, und eine Kirche und ein Schulhaus.
Infolge des Reichsdeputationshauptschlusses ging Hain Anfang des 19. Jahrhunderts in den Besitz des Kurfürstentums Bayern über. Mit dem Gemeindeedikt wurde 1808 der Steuerdistrikt Hain gebildet, zu dem Altenweiher, Meschbach, Steinbrunn, Tiefenklein, Weides, Wildenberg und Wustung gehörten. Infolge des Zweiten Gemeindeedikts (1818) entstand die Ruralgemeinde Hain, zu der Altenweiher, Meschbach, Tiefenklein und Weides gehörten. Sie war in Verwaltung und Gerichtsbarkeit dem Landgericht Weismain zugeordnet und in der Finanzverwaltung dem Rentamt Weismain (1919 in Finanzamt Weismain umbenannt). In der freiwilligen Gerichtsbarkeit gehörten die meisten Anwesen Patrimonialgerichten an, die aus den ehemaligen Rittergütern entstanden sind. Ab 1862 gehörte Hain zum Bezirksamt Lichtenfels. Die Gerichtsbarkeit blieb beim Landgericht Weismain (1879 in das Amtsgericht Weismain umgewandelt). Am 1. Januar 1927 wurde die Gemeinde an das Bezirksamt Kronach (1939 in Landkreis Kronach umbenannt) überwiesen, zugleich auch an das Amtsgericht Kronach und das Finanzamt Kronach.:S. 584 Die Gemeinde hatte eine Gebietsfläche von 5,942 km².
1964 wurde ein neues Schulhaus errichtet, das 1969 im Zuge der Landschulreform geschlossen wurde.
Am 13. März 1966 wählten die Einwohner den letzten Gemeinderat, der mit Bürgermeister Peter Mayer einem Eingemeindungsantrag am 14. April 1971 zugestimmt hatte. Im Zuge der Gebietsreform in Bayern wurde die Gemeinde Hain am 1. Januar 1972 nach Küps eingegliedert.

### Baudenkmäler

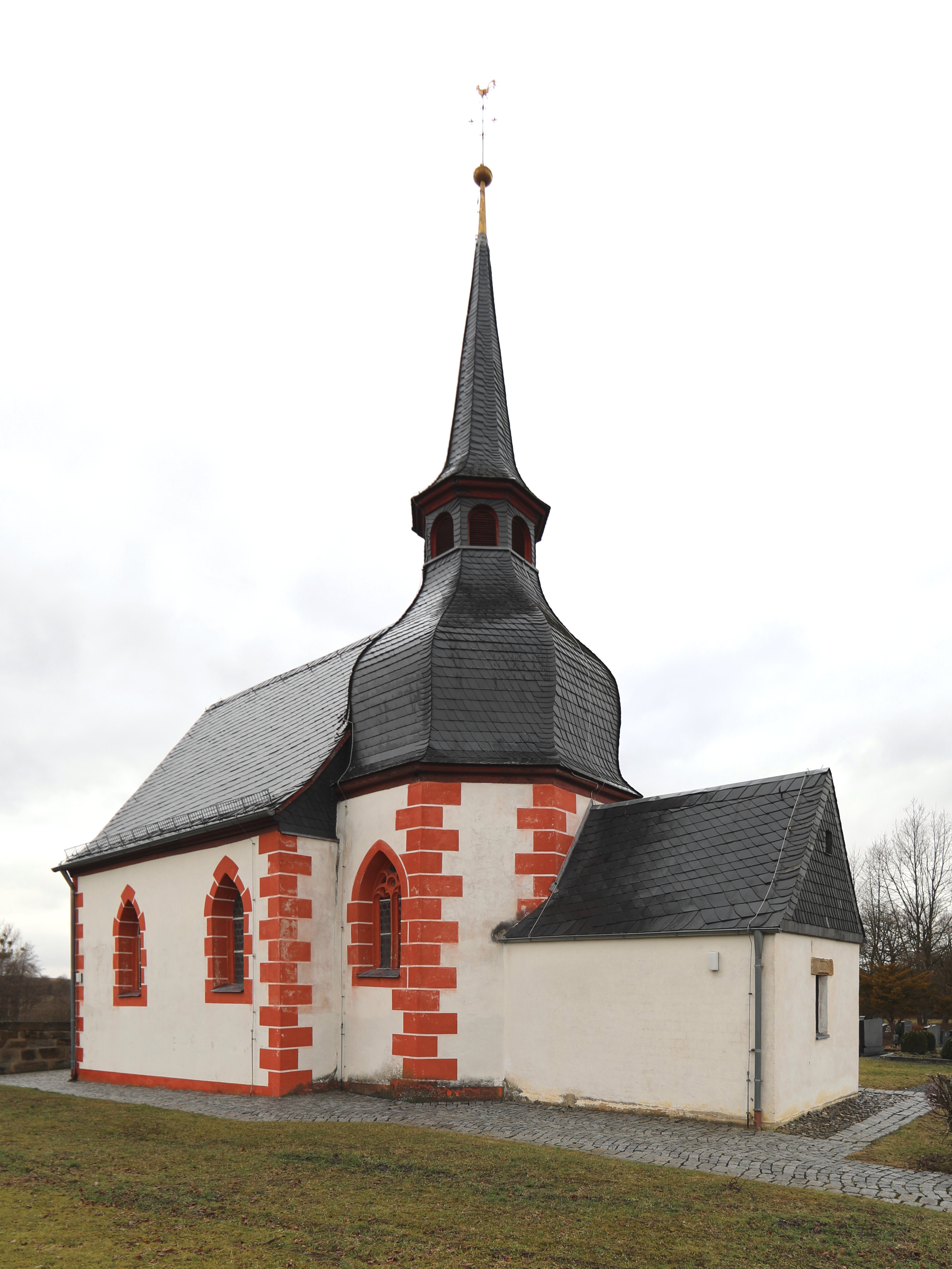
Dreifaltigkeitskirche

In der Bayerischen Denkmalliste sind neun Baudenkmäler aufgeführt:
- Evangelisch-lutherische Pfarrkirche zur Heiligen Dreifaltigkeit.

Die 1668 als Begräbnisstätte errichtete Schlosskirche wurde 1710 zur Pfarrkirche erhoben. Das Gotteshaus ließ der Patronatsherr 1725 um eine Sakristei und einen Aufgang zu einem Herrenstübchen erweitern. Der nachgotisch gestaltete Saalbau hat ein Satteldach, einen eingezogenen Chor und eine an den Längsseiten zweigeschossige Empore. Epitaphien der Herren von Künsberg befinden sich im Altarraum. Der geschnitzte Barockaltar stammt aus dem Jahr 1669. Die bemalte hölzerne Tonnendecke zeigt die Heilige Dreifaltigkeit mit Osterlamm und Auferstehungsfahne. Die Orgel stellte 1877 der Bayreuther Orgelbauer Heinrich Buck auf.
- Schloss Hain
- Fünf Wohn(stall)häuser
- Ehemaliges Gasthaus
- Türrahmung eines Hauses

### Einwohnerentwicklung
Gemeinde Hain
| Jahr | Einwohner | Häuser | Quelle  |
| ---- | --------- | ------ | ------- |
| 1818 | 237       | 50     | :S. 584 |
| 1840 | 328       |        | [ 12 ]  |
| 1852 | 305       |        | [ 12 ]  |
| 1855 | 290       |        | [ 12 ]  |
| 1861 | 275       |        | [ 13 ]  |
| 1867 | 280       |        | [ 12 ]  |
| 1871 | 310       | 51     | [ 14 ]  |
| 1875 | 320       |        | [ 12 ]  |
| 1880 | 327       |        | [ 12 ]  |
| 1885 | 317       | 55     | [ 15 ]  |
| 1890 | 287       |        | [ 12 ]  |
| 1895 | 272       |        | [ 12 ]  |
| 1900 | 292       | 50     | [ 16 ]  |

| Jahr | Einwohner | Häuser | Quelle |
| ---- | --------- | ------ | ------ |
| 1905 | 306       |        | [ 12 ] |
| 1910 | 314       |        | [ 12 ] |
| 1919 | 272       |        | [ 12 ] |
| 1925 | 276       | 54     | [ 17 ] |
| 1933 | 256       |        | [ 18 ] |
| 1939 | 225       |        | [ 18 ] |
| 1946 | 425       |        | [ 18 ] |
| 1950 | 377       | 50     | [ 19 ] |
| 1952 | 349       |        | [ 18 ] |
| 1961 | 279       | 52     | [ 7 ]  |
| 1970 | 256       |        | [ 20 ] |

Ort Hain
| Jahr      | 001818  | 001861 | 001871 | 001885 | 001900 | 001925 | 001950 | 001961 | 001970 | 001987 | 002007 |
| Einwohner | 92      | 136    | 147    | 163    | 142    | 148    | 187    | 150    | 149    | 97     | 211 *  |
| Häuser    | 24      |        |        | 28     | 26     | 30     | 29     | 31     |        | 35     |        |
| Quelle    | :S. 584 | [ 13 ] | [ 14 ] | [ 15 ] | [ 16 ] | [ 17 ] | [ 19 ] | [ 7 ]  | [ 20 ] | [ 21 ] | [ 22 ] |

## Religion
Der Ort war seit der Reformation überwiegend evangelisch-lutherisch und ursprünglich in die Dreifaltigkeitskirche in Weißenbrunn gepfarrt. 1710 wurde Heilige Dreifaltigkeit (Hain) zur Pfarrkirche erhoben.:S. 477 Die katholische Minderheit war nach Mariä Himmelfahrt (Kirchlein) gepfarrt.